# Adolf Mahnke
Adolf Carl Wilhelm Mahnke (* 7. April 1891 in Berlin; † 13. Februar 1945 in Dresden) war ein deutscher Bühnenbildner und Professor für Bühnenmalerei und Bühnenbildgestaltung an der Staatlichen Kunsthochschule Dresden.

## Leben und Wirken
Nach Schulbesuch und Ausbildung wurde er 1922 Leiter des Malsaals des Schauspielhauses Dresden. Als solcher gestaltete er u. a. de Bühnenbilder für die Uraufführungen von Strauss’ „Intermezzo“ (1924) und für Weills und Kaisers „Der Protagonist“ (1926). 1926 verfasste er gemeinsam mit dem Lehrer für Bühnenkunst an der Staatlichen Akademie für Kunstgewerbe Alexander Baranowsky die Publikation Neuzeitliche Bühnen-Malerei. 1933 übernahm er die Funktion des Ausstattungsleiters der Semperoper und des Schauspielhauses. Daneben erfolgte 1940 seine Ernennung zum Professor für Bühnenmalerei und Bühnenbildgestaltung an der Staatlichen Kunsthochschule Dresden. Im April 1942 gastierte Mahnke an den Städtischen Bühnen in Königsberg (Preußen). Er verlor gemeinsam mit seiner Ehefrau beim Bombenangriff auf Dresden am 13. Februar 1945 sein Leben.

## Veröffentlichungen
- Neuzeitliche Bühnen-Malerei. Kurzer Abriss über Bau, Malerei und Beleuchtung kleiner und mittlerer Bühnen, zugleich erläuternder Text zu dem gleichnamigen Vorlagenwerk für Maler zur Ausführung von Theater-Dekorationen. Dresden 1926
- Neuzeitliche Bühnen-Malerei. 39 Tafeln mit insgesamt 70 Szenerie-Darstellungen in farbigem Offsetdruck und in Autotypie nebst erläuterndem Text. Dresden 1926